# 都住村
都住村（つすみむら）は、長野県上高井郡にあった村。現在の小布施町の東半にあたる。

## 地理
- 山：雁田山

## 歴史
- 1889年（明治22年）4月1日 - 町村制の施行により、都住村・中松村・雁田村の区域をもって発足。
- 1954年（昭和29年）11月1日 - 小布施町と合併し、改めて小布施町が発足。同日都住村廃止。

## 交通

### 鉄道路線
- 長野電鉄
  - 河東線（現・長野線）
    - 都住駅